# Roggelse Schans

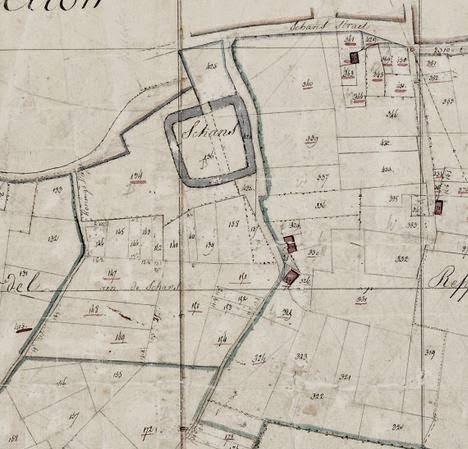
Roggelse Schans op het kadastraal minuutplan van 1811-1832

De Roggelse Schans was een boerenschans in de Nederlandse gemeente Leudal. De schans lag ten noorden van Roggel in buurtschap Schans en ten zuiden van buurtschap Hoogschans.

## Geschiedenis
In de 17e of 18e eeuw werd de schans opgeworpen.
Op de Nettekening van rond 1840 wordt de schans aangegeven als een omgracht terrein.
In 1934 staat de schans nog op de topografische kaart en daarna niet meer.
In 2011 werd de schans door de Stichting Instandhouding Kleine Landschapselementen in Limburg (IKL) weer zichtbaar gemaakt.

## Constructie
De schans had een rechthoekig plattegrond met eromheen een watervoerende gracht.